# Hãng phim truyền hình
Hãng phim truyền hình hay còn gọi là công ty sản xuất phim truyền hình là đơn vị chủ yếu tham gia sản xuất phim truyền hình và nhiều khi cả phim điện ảnh. Hiện tại một số hãng phim lớn không còn giới hạn ở việc sản xuất phim nữa mà trở thành công ty văn hoá giải trí toàn diện, trong đó bao gồm quản lý nghệ sĩ, quảng cáo, truyền thông cũng như tiếp thị.

## Sản phẩm chính
Các sản phẩm của một hãng phim truyền hình chủ yếu bao gồm: phim truyền hình, phim điện ảnh, quảng cáo, phim tài liệu, phim truyện, giới thiệu sản phẩm...

## Tại Việt Nam
Những năm gần đây, hầu hết các đài truyền hình đã dành nhiều ưu tiên để phát sóng phim truyện Việt Nam. Số lượng phim Việt tăng lên, các hãng phim tư nhân (M&T Pictures, HKFilm, VietCom Film, Vifa, Senafilm, World Star, BHD, Sóng Vàng...) nảy nở phát triển, còn các hãng phim truyền hình trực thuộc các đài truyền hình lại có xu hướng bị giải thể, trừ VFC và TFS. Cho đến nay, chỉ còn VFC (thuộc Đài Truyền hình Việt Nam) và TFS (thuộc Đài Truyền hình Thành phố Hồ Chí Minh) là hai hãng phim truyền hình trực thuộc các đài truyền hình kỳ cựu vẫn còn bám trụ được cho đến nay.
Một vài Đài Truyền hình cũng có hãng phim, xưởng phim, nhưng do bộ máy cồng kềnh hoặc làm việc không hiệu quả, cuối cùng bị "xoá sổ" hoặc đang sống "thoi thóp". Trong số đó phải kể đến hãng phim của Đài PTTH Bình Dương, Hãng phim Tây Đô (VTV Cần Thơ), xưởng phim thuộc Đài PTTH Hải Phòng... Ra đời năm 1999, hãng phim thuộc Đài PTTH Bình Dương những năm đầu tham gia sản xuất phim, các chương trình ca nhạc, gameshow truyền hình khá “xôm tụ”, nhưng do thường xuyên thua lỗ, hoạt động kém hiệu quả nên sau gần 15 năm hoạt động cầm chừng, đến năm 2012 hãng phim này đành giải thể và chỉ còn là hoài niệm trong quá khứ.
Hiện Hãng phim Tây Đô cũng đang trên bờ vực chờ… giải thể, vì 10 năm nay không sản xuất được phim nào, chỉ “sống” cầm chừng bằng việc thực hiện một số chương trình… sân khấu cải lương!
Đài PTTH Vĩnh Long hiện nay đang là ĐTH có lượng khán giả theo dõi khá đông, rating cho khung giờ phim Việt phát trên ĐTH này cũng khá cao, nhưng lãnh đạo đài khẳng định không mở hãng phim và nêu rõ ý kiến cho rằng, quản lý một hãng phim không phải chuyện dễ dàng. Ít nhất nhân sự cũng phải từ 50 đến 60 người, số tiền chi cho nhân viên một năm cũng gần 10 tỷ đồng, trong khi đó nhân sự (chuyên viên âm thanh, ánh sáng, đạo cụ) chưa chắc gì có người giỏi bằng ngoài thị trường. Cơ chế nhà nước nhiều thủ tục, chứng từ mà có những khoản chi trong quy trình sản xuất phim không thể có hóa đơn, chứng từ nên khó có thể giải trình và được bên trên phê duyệt. Họ cũng đã tính thành lập hãng phim trên cơ sở từ các đoàn phim, nhưng điều này là không thể. Sở dĩ tư nhân làm được là vì họ biết linh động, uyển chuyển, còn với cơ chế của nhà nước, hãng phim truyền hình khó mà tồn tại được.
Thật khó có thống kê đầy đủ, chính xác số hãng phim tư nhân hiện nay có hợp tác, liên kết sản xuất phim cho các ĐTH. Tuy nhiên, một vài cái tên được nhắc nhiều hiện nay, có đơn vị còn có hẳn giờ phát sóng trên HTV, VTV, SCTV, Vĩnh Long, Hà Nội như: M&T Pictures, Công ty Sóng Vàng, Tincom Media, Vietcom Film, Sao Thế giới, Hòa Bình, Kiết Tường, Sena Film…
Mới đây có thêm: Truyền thông Leo, Đại dương xanh… và rất nhiều hãng phim quy mô nhỏ hơn, chưa trực tiếp hợp tác sản xuất phim với các đài nên họ chọn cách làm gia công cho những đơn vị đã có “thâm niên” để “học hỏi” kinh nghiệm.
Tuy nhiên, để thật sự gọi là một hãng phim đúng nghĩa, thì hầu hết các nhà sản xuất phim cho các ĐTH hiện nay, vẫn chưa thể đáp ứng được, trừ VFC và TFS. Họ có danh nghĩa, có giấy phép, nhưng khi bắt tay sản xuất mới kêu gọi nhân sự, thành lập ê kíp của từng đoàn phim khác nhau. Chính vì vậy, chất lượng phim cũng “phập phù” tùy vào mức độ đầu tư, con người, máy móc thiết bị nhiều hay ít; giỏi hay bình thường, thậm chí dở! Nhưng điều quan trọng là họ có thể linh hoạt thu-chi, để hạn chế tối đa phần rủi ro về doanh thu.
Theo Giám đốc Vietcomfilm Nguyễn Thị Bảo Trâm, khi kết hợp làm phim với ĐTH trong bối cảnh mở hiện nay gặp khá nhiều thuận lợi: được định hướng, gợi ý đề tài mới; góp ý chỉnh sửa về kịch bản; hỗ trợ giải quyết những khó khăn trong quá trình sản xuất; tạo điều kiện về các thủ tục hành chính…
Anh Lê Ngọc Hà - đại diện Hãng phim Hòa Bình, cũng chia sẻ thêm rằng: “Với những bộ phim đặc thù (phim chính luận, phim đề tài chiến tranh cách mạng), kinh phí sản xuất được phía ĐTH hỗ trợ cũng cao hơn, so với mức bình thường là 180 triệu đồng/tập. Điều đó giúp nhà sản xuất phần nào yên tâm hơn khi đầu tư cho mỗi bộ phim”. Liên quan đến vấn đề thu hồi vốn, Giám đốc Công ty Sóng Vàng production Nguyễn Thị Bích Liên tiết lộ: “Làm phim truyền hình hiếm khi lỗ, trừ khi đó là nhà sản xuất mới, chưa am hiểu về thị trường; tuy nhiên, phần lãi cũng không nhiều.
Thông thường, đầu tư cho một bộ phim truyền hình dài 30 tập, khoảng 4 tỷ đồng và việc thu hồi vốn trong khoảng từ 10 tháng đến 1 năm. Khi đã ký kết giờ phát sóng với nhà đài, công tác quản lý hãng phim càng phải chặt chẽ hơn. Chúng tôi làm việc đồng thời với nhiều êkíp, đạo diễn khác nhau, do vậy, trong trường hợp bộ phim này gặp trục trặc chúng tôi có ngay phim khác để thay thế”.
Theo Giám đốc Tincom Media Mai Thu Huyền, việc thành lập hãng phim tư nhân dù còn gặp những khó khăn, nhưng khi đã có một số phim chất lượng, khẳng định được “thương hiệu” thì sẽ dễ dàng hơn trong quá trình kêu gọi các nhà đầu tư, nhà tài trợ cho những dự án phim tiếp theo”.

### Phim hợp tác
Ngay từ năm 2000, bộ phim “Đối thủ” do TFS và Hãng phim Giải Phóng bắt tay thực hiện là bước mở đầu cho chủ trương hợp tác để nâng cao số lượng lẫn chất lượng phim của TFS. Kết quả sự hợp tác xuyên lãnh thổ của TFS là các phim: “Chuyện tình biển xa”, “Vị tướng tình báo và hai bà vợ”... (hợp tác cùng Hãng phim Truyền hình Việt Nam- VFC) và sắp tới là hai bộ phim “Ban mai xanh” (25 tập, hợp tác cùng VFC), “Chuyện tình đảo cát” (10 tập, hợp tác với Hãng phim Truyền hình Hải Phòng)... Năm 2004, Hãng Phim Việt đã bắt đầu kế hoạch ra mắt bằng bộ phim truyền hình “390 yêu”, được đặt hàng từ phía Hãng phim Truyền hình TP Hồ Chí Minh (TFS), sau đó đến năm 2006 và 2007, TFS và Hãng Phim Việt đã hợp tác sản xuất các bộ phim "Người mẹ nhí" và "Linh Lan Trắng". Cuối tháng 3 năm 2005, “Dollar trắng” - bộ phim hợp tác đầu tiên giữa Hãng phim Vafaco (Vafafilm) và TFS sẽ bấm máy. “Bẫy tình”, bộ phim truyện vidéo do NSƯT Lê Cung Bắc đạo diễn là đứa con chung của Hãng Việt Phim, Hãng phim Truyền hình Bình Dương và Công ty Phương Nam. Mười tập phim truyền hình “Duyên phận” sắp khởi quay của Việt Phim sẽ tiếp tục được thực hiện theo phương thức hợp tác...
Việc hợp tác giữa các hãng dù theo bất cứ hình thức nào cũng đều nhằm mục đích hai bên cùng có lợi. Khi đó, về phía các đài, việc bảo đảm 50% thời lượng phát sóng phim Việt Nam trên truyền hình sẽ không nằm ngoài khả năng. Bởi lẽ, khi hợp tác với các đối tác (chủ yếu theo phương thức khoán), các đài truyền hình sẽ có thêm thời gian để đầu tư vào những bộ phim khác. Phía các hãng phim tư nhân sẽ không còn vướng mắc về đầu ra cho phim của mình. Đôi khi, phần lợi dành cho các đối tác của đài sẽ nằm sau những sô quảng cáo trong thời gian phim phát sóng. Đài truyền hình chịu trách nhiệm về nội dung, còn chất lượng phim là trách nhiệm của phía thực hiện. Phim “Ban mai xanh”, sản phẩm hợp tác giữa TFS và VFC được thực hiện với 50% vốn đóng góp của mỗi bên. “Chuyện tình đảo cát” được làm với 100% kinh phí của TFS và toàn bộ nhân lực do Đài Truyền hình Hải Phòng cung cấp.
Việc hợp tác như thế không chỉ mang lại nhiều sự lựa chọn cho khán giả truyền hình mà còn tận dụng được nguồn nhân lực của các đơn vị. Việc mở rộng hợp tác với các hãng phim tư nhân có thể sẽ là một trong những con đường để phim Việt Nam từng bước thâm nhập thị trường quốc tế bởi lẽ các công ty tư nhân thường có mạng lưới phát hành rộng khắp thế giới và khá nhạy trong công tác tiếp thị, quảng bá sản phẩm trong khi việc này vẫn còn khá xa lạ đối với các hãng phim Nhà nước.
Hợp tác làm phim không phải chỉ bó hẹp trong nước mà còn vượt ra khỏi lãnh thổ quốc gia. Đến nay, sau phim “Lẵng hoa tình yêu” - sản phẩm hợp tác đầu tiên với Hàn Quốc, TFS còn mở rộng quan hệ hợp tác với Công ty Lasta (Thái-lan) thực hiện một số bộ phim truyền hình dài tập: “Vòng xoáy tình yêu”, “Khát vọng đô thành”... Bộ phim “Thạch Thảo” của Hãng phim Giải Phóng cũng đang trong giai đoạn thương thuyết với một đối tác Hàn Quốc... VFC có nhiều phim hợp tác với nước ngoài như Kantana Group (Thái Lan): phim Tình xa (2003), có nội dung kể về chuyện tình giữa 1 nữ diễn viên múa người Việt Nam và 1 chàng trai người Thái Lan. Phim được phát sóng trên VTV1 và Channel 7 của Truyền hình Thái Lan., Tokyo Broadcasting System (Nhật Bản): phim Người cộng sự (2013), nội dung kể về nhà cách mạng Phan Bội Châu. Phim được phát sóng từ ngày 29 tháng 9 năm 2013 đồng thời trên kênh VTV1 của Việt Nam và TBS của Nhật Bản. Năm 2015, VFC và TBS tiếp tục giới thiệu bộ phim Khúc hát mặt trời, phát sóng từ ngày 26 tháng 11 năm 2015 trên VTV3. Rukyu Asahi Broadcasting Co, Ltd (Nhật Bản): phim Dưới bầu trời xa cách (VTV Đặc biệt phát sóng ngày 22 tháng 1 năm 2017), nội dung kể về câu chuyện tình yêu giữa Hải - 1 du học sinh Việt Nam tại Okinawa và Eri - 1 phóng viên bản xứ. Ấn tượng gặp gỡ ban đầu không mấy tốt đẹp đã khiến cho Hải cương quyết cự tuyệt khi Eri tiếp cận và muốn phỏng vấn anh. Nhưng vốn là cô gái háo thắng, Eri quyết tâm phỏng vấn Hải bằng được, thậm chí bỏ tiền ra để mua thời gian của anh. Tuy nhiên sau này, chính những lần gặp gỡ, trao đổi, chia sẻ về Việt Nam đã khiến Hải và Eri thay đổi cái nhìn về nhau, tình yêu giữa họ cũng nảy nở từ đây. CJ E&M Pictures (Hàn Quốc): 2 bên đã ký thỏa thuận hợp tác sản xuất phim về du học sinh Việt Nam tại Hàn Quốc. Phim được lấy tên chính thức là Tuổi thanh xuân, được công chiếu trên kênh truyền hình VTV3 của đài Truyền hình Việt Nam vào ngày 17 tháng 12 năm 2014.. Hợp tác với Hãng phim Truyền hình Trung Quốc: Phim Hương bánh khảo (2000).
Trong hoàn cảnh cầu nhiều hơn cung như hiện nay, việc hợp tác làm phim sẽ góp phần đa dạng hóa sản phẩm, đưa ra nhiều lựa chọn cho từng thành phần khán giả. Ngoài ra, hợp tác với nước ngoài còn tạo cơ hội để điện ảnh-truyền hình Việt Nam tiếp cận phong cách làm phim chuyên nghiệp của các nước. Đó sẽ là một trong những phương cách nâng cao nghiệp vụ nhanh chóng và hiệu quả nhất.

### Danh sách hãng phim tiêu biểu
Dưới đây là danh các đơn vị sản xuất phim truyền hình tiêu biểu tại Việt Nam:
Chú thích:

     Hãng phim nhà nước

     Hãng phim tư nhân
| STT | Các hãng phim truyền hình                                                         | Tên khác                 | Tên đầy đủ                                                      | Năm thành lập  | Người sáng lập                                  | Trụ sở          | Các lĩnh vực hoạt động |
| --- | --------------------------------------------------------------------------------- | ------------------------ | --------------------------------------------------------------- | -------------- | ----------------------------------------------- | --------------- | --- |
| 1   | Hãng phim Truyền hình Thành phố Hồ Chí Minh                                       | TFS                      | Trực thuộc Đài Truyền hình Thành phố Hồ Chí Minh (HTV)          | 1991           | NSND Phạm Khắc                                  | TP. Hồ Chí Minh | Sản xuất phim truyền hình và phim tài liệu, Tạp chí văn nghệ |
| 2   | Trung tâm Phim truyền hình Việt Nam - trước đây là Hãng phim Truyền hình Việt Nam | VFC                      | Trực thuộc Đài Truyền hình Việt Nam (VTV)                       | 1980 hoặc 1994 |                                                 | Hà Nội          | Sản xuất phim truyền hình và chương trình truyền hình khác (Gặp nhau cuối năm) |
| 3   | Hãng Phim truyền hình Bình Dương                                                  | BTF                      | Trực thuộc Đài Phát thanh - Truyền hình Bình Dương (BTV)        | 1999 hoặc 2001 |                                                 | Bình Dương      | |
| 4   | Hãng phim Tây Đô                                                                  |                          | Trực thuộc VTV Cần Thơ                                          |                |                                                 | TP. Hồ Chí Minh | |
| 5   | Xưởng phim truyền hình Hải Phòng                                                  | HFS                      | Trực thuộc Đài Phát thanh - Truyền hình Hải Phòng (THP)         |                |                                                 | Hải Phòng       | |
| 6   | Lasta                                                                             |                          |                                                                 |                |                                                 | TP. Hồ Chí Minh | |
| 7   | M&T Pictures                                                                      |                          |                                                                 |                |                                                 | TP. Hồ Chí Minh | |
| 8   | Vifa                                                                              |                          |                                                                 |                |                                                 |                 | |
| 9   | Hãng phim Việt                                                                    | BHD                      | Công ty TNHH Bình Hạnh Đan                                      | 1996           | Nguyễn Phan Quang Bình, Ngô Thị Bích Hạnh       | Hà Nội          | Sản xuất phim truyền hình, phim điện ảnh và chương trình truyền hình khác |
| 10  | Cát Tiên Sa                                                                       | CATS                     | Công ty TNHH Tập đoàn Truyền thông Cát Tiên Sa                  | 1999           | Nguyễn Quang Minh (sn 1960)                     | TP. Hồ Chí Minh | Tổ chức biểu diễn ca nhạc, sản xuất truyền hình, quảng cáo, tổ chức sự kiện |
| 11  | Sena Phim                                                                         | Sena film                | Công ty cổ phần Điện ảnh và Công nghệ giải trí SêNa Phim        | 2006           | Châu Thổ, Phạm Thùy Nhân, Sâm Thương, Thế Khanh | TP. Hồ Chí Minh | Sáng tác kịch bản và sản xuất phim |
| 12  | Hãng phim Sóng Vàng                                                               | Golden Screen Production |                                                                 |                |                                                 |                 | |
| 13  | VietCom Film                                                                      |                          |                                                                 |                |                                                 |                 | |
| 14  | Blue Light Films                                                                  |                          |                                                                 |                |                                                 |                 | |
| 15  | CreaTV Vietnam                                                                    |                          |                                                                 |                |                                                 |                 | |
| 16  | Khang Việt                                                                        |                          |                                                                 |                |                                                 |                 | |
| 17  | Sao Thế giới                                                                      |                          |                                                                 |                |                                                 |                 | |
| 18  | Công ty Truyền thông Viettel                                                      | Viettel Media            | Trực thuộc Tập đoàn Công nghiệp – Viễn thông Quân đội (Viettel) | 2013           |                                                 | Hà Nội          | Công nghệ và truyền thông quảng cáo, sản xuất trò chơi truyền hình, phim truyền hình, sản xuất và hợp tác sản xuất phim điện ảnh, tư vấn và thực thi các chiến dịch tiếp thị kỹ thuật số, phát triển và vận hành các nền tảng số (mạng xã hội, tin tức, âm nhạc, video game), phân phối bản quyền phim, phát hành game và thể thao điện tử, sản xuất và vận hành kênh truyền hình |